# Ponto recorrente
Na teoria dos sistemas dinâmicos, diz-se que um ponto é recorrente quando ele pertence ao seu conjunto ômega-limite. O estudo de um certo sistema dinâmico quase sempre reduz-se à descrição do comportamento das órbitas dos seus pontos recorrentes.

## Definição
Sejam {\displaystyle X} um espaço topológico e {\displaystyle f:X\rightarrow X} um homeomorfismo. Dizemos que {\displaystyle p\in M} é um ponto recorrente caso {\displaystyle p\in \omega (p)}
Além disto, definimos o conjunto ômega-limite de {\displaystyle f} por {\displaystyle \Omega (f)=\{p\in Z\mid p\in \omega (p)\}}.
Para fluxos, mutatis mutandis, temos a seguinte definição:
Sejam {\displaystyle M} uma variedade suave e  {\displaystyle \phi :\mathbb {R} \times M\rightarrow M} um fluxo contínuo definido sobre {\displaystyle M}. Dizemos que {\displaystyle p\in M} é um ponto recorrente caso {\displaystyle p\in \omega (p)}.
Definimos o conjunto ômega-limite de {\displaystyle \phi } por {\displaystyle \Omega (f)=\{p\in Z\mid p\in \omega (p)\}}.

## Propriedades
- {\displaystyle \Omega (f)} é um conjunto invariante pela ação do difeomorfismo (ou do fluxo) que define a dinâmica.
- Se o espaço topológico onde está definida a dinâmica for compacto, pode-se mostrar que {\displaystyle \Omega (f)} é um conjunto não-vazio.
- Para difeomorfismos do tipo Axioma A definidos sobre uma variedade fechada, {\displaystyle \Omega (f)} possui no máximo um número finito de componentes conexas.
- Todo ponto recorrente é não-errante. A recíproca não é verdadeira.